# Yang Shuqing
Yang Shuqing (née le 30 août 1996) est une athlète chinoise, spécialiste de la marche.

## Biographie
Elle participe aux championnats du monde 2017 dans l'épreuve inaugurale du 50 km marche féminin où elle remporte la médaille de bronze en 4 h 20 min 49 s .

## Palmarès
| Date | Compétition           | Lieu    | Résultat | Épreuve      | Temps           |
| ---- | --------------------- | ------- | -------- | ------------ | --------------- |
| 2017 | Championnats du monde | Londres | 3e       | 50 km marche | 4 h 20 min 49 s |

## Records
| Épreuve      | Performance     | Lieu    | Date         |
| ------------ | --------------- | ------- | ------------ |
| 50 km marche | 4 h 20 min 49 s | Londres | 13 août 2017 |